# Tillandsia karwinskyana
Tillandsia karwinskyana es una especie de planta epífita dentro del género  Tillandsia, perteneciente a la  familia de las bromeliáceas. Es originaria de México.

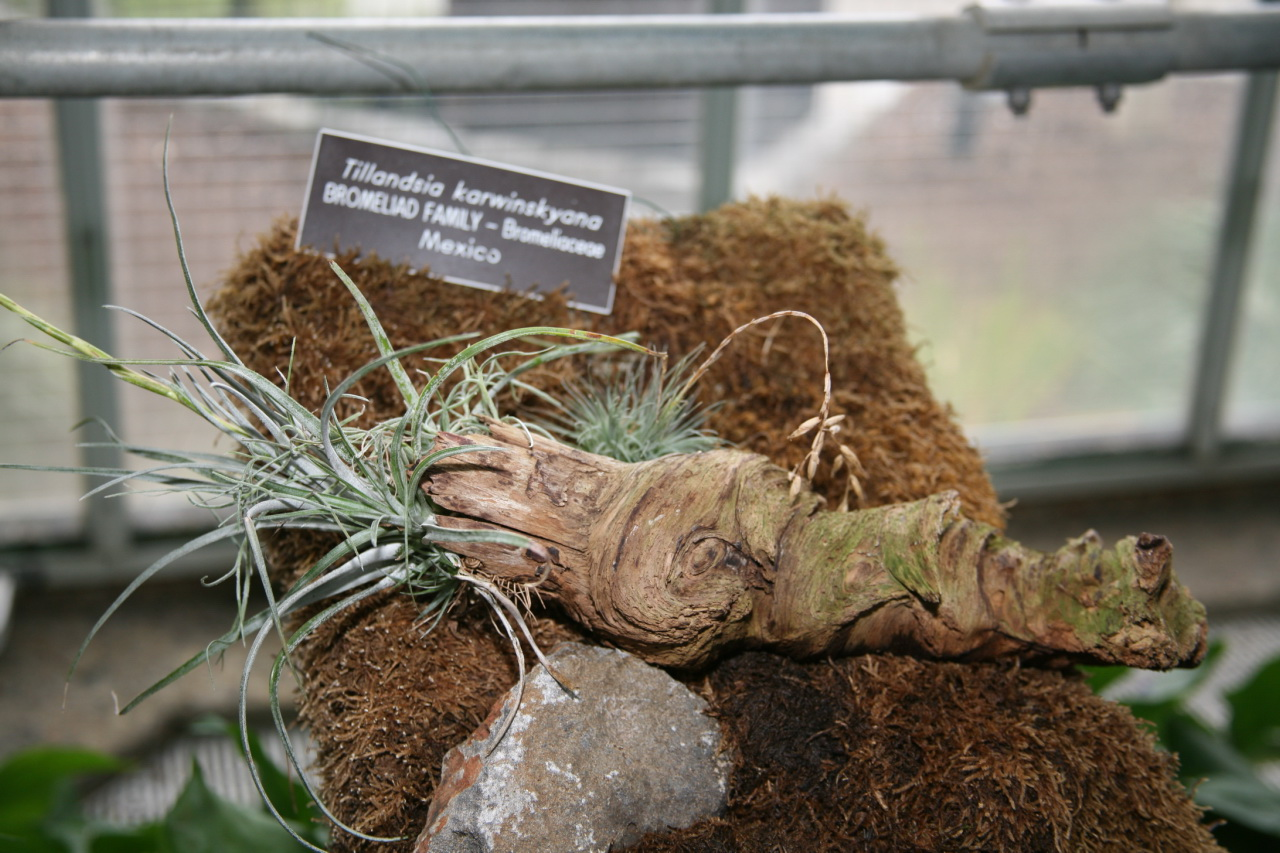
Vista de la planta

## Cultivar
- Tillandsia 'Inskip'

## Taxonomía
Tillandsia karwinskyana fue descrita por Schult. & Schult.f. y publicado en Systema Vegetabilium 7(2): 1209–1210. 1830.
Etimología
Tillandsia: nombre genérico que fue nombrado por Carlos Linneo en 1738 en honor al médico y botánico finlandés Dr. Elias Tillandz (originalmente Tillander) (1640-1693).
karwinskyana: epíteto otorgado en honor del botánico Wilhelm Friedrich von Karwinsky von Karwin. 